# Tôn Hâm
Tôn Hâm (giản thể: 孙歆; phồn thể: 孫歆; bính âm: Sūn Xīn; ? – 280), là tướng lĩnh Đông Ngô thời Tam Quốc trong lịch sử Trung Quốc.

## Cuộc đời
Tôn Hâm quê ở huyện Phú Xuân, quận Ngô, Dương Châu, là con trai thứ sáu hoặc con trai út của Đô hương hầu Tôn Lân, cháu nội của Đô đình hầu Tôn Bí, chắt của Tôn Khương (anh trai Tôn Kiên). Trong các con của Lân, chỉ có con thứ ba Tôn Thuật, con thứ tư Tôn Chấn, con thứ sáu Tôn Hâm tiếp tục cầm quân. Tôn Hâm quan đến chức Nhạc Hương đốc.
Năm 279, Vương Tuấn, Đỗ Dự dâng thư kiến nghị Tấn Vũ đế Tư Mã Viêm xuất quân diệt Ngô. Tháng 11 (ÂL) cùng năm, Tư Mã Viêm bắt đầu điều quân. Năm 280, quân Tấn do Đô đốc Kinh Châu Đỗ Dự chỉ huy tấn công Giang Lăng. Đỗ Dự phái Nha môn tướng Quản Định, Ngũ Sào, Chu Chỉ chỉ huy 800 người đánh lén Nhạc Hương. Nhạc Hương thất thủ, Tôn Hâm bị bắt, giải về Lạc Dương xử tử.

## Trong văn hóa
Trong tiểu thuyết Tam quốc diễn nghĩa, Tôn Hâm xuất hiện ở hồi 120, là tướng Ngô đóng giữ Kinh Châu. Quân Tấn đánh Ngô, cho một nhánh quân tập kích Hạ Khẩu, Tôn Hâm bất ngờ, tưởng quân Tấn từ bờ bắc bay qua, bị Chu Chỉ chém chết.